# 青木一典
青木 一典（あおき かずつね）は、江戸時代中期の大名。摂津国麻田藩の第5代藩主。官位は従五位下・甲斐守、出羽守。

## 略歴
元禄10年（1697年）、第4代藩主・青木重矩の長男として麻田で誕生した。
正徳3年（1713年）閏5月22日、父の隠居により家督を継いだ。
享保21年（1736年）正月27日、死去。享年40。跡を長男の一都が継いだ。

## 系譜
- 父：青木重矩（1665年 - 1729年）
- 母：不詳
- 正室：冷泉為経の娘
  - 長男：青木一都（1721年 - 1749年）
- 生母不明の子女
  - 次男：青木見典（1723年 - 1754年） - 青木一都の養子
  - 三男：青木一新（1728年 - 1781年） - 青木見典の養子
  - 女子：加藤明義室
  - 男子：寅太郎
  - 男子：亀三郎 - 近江国唯念寺長寿の養子
  - 男子：井上正岑 - 井上貞高の養子
  - 男子：下間頼寛 - 下間頼英の養子
  - 男子：下間仲一 - 下間仲晏の養子